# Hesperotychus tantillus
Hesperotychus tantillus är en skalbaggsart som beskrevs av Schuster och Marsh 1958. Hesperotychus tantillus ingår i släktet Hesperotychus och familjen kortvingar. Inga underarter finns listade i Catalogue of Life.